# Фредрік Марч
Фре́дрік Марч (англ. Fredric March, 31 серпня 1897 — 14 квітня 1975) — американський актор театру та кіно, лауреат премії «Оскар» у номінації за найкращу чоловічу роль у фільмах «Доктор Джекіл та містер Хайд» (1931), та «Найкращі роки нашого життя» (1946).

## Фільмографія (вибіркова)
- 1929 — Шалена вечірка / The Wild Party — Джеймс Гілмор
- 1930 — Вірна флоту / True to the Navy — Стрілець Маккой
- 1930 — Королівська сім'я з Бродвею / The Royal Family of Brodway — Тоні Кавендіш
- 1930 — Сара і син / Sarah and Son — Говард Веннінг
- 1931 — Доктор Джекіл і містер Гайд / Dr. Jekyll and Mr. Hyde — доктор Генрі Джекіл / містер Гайд
- 1932 — Хресне знамення / The Sign of the Cross — Маркус
- 1934 — Баррети з Вімпоул-стріт / The Barretts of Wimpole Street — Роберт Браунінг
- 1934 — Романи Челліні / The Affairs of Cellini — Бенвенуто Челліні
- 1935 — Знедолені / Les Misérables — Жан Вальжан / Шампетьє
- 1936 — Марія Шотландська / Mary of Scotland — Ботвелл
- 1936 — Ентоні нещасний / Anthony Adverse — Ентоні Едверс
- 1937 — Нічого святого / Nothing Sacred — Воллі Кук
- 1946 — Найкращі роки нашого життя/ The Best Years of Our Lives — Ел Стівенсон
- 1951 — Смерть комівояжера / Death of a Salesman
- 1954 — Адміністративна влада / Executive Suite — Лорен Фінеас Шоу
- 1973 — Продавець льоду гряде / The Iceman Cometh — Гаррі Хоуп

## Вшанування пам'яті
- Його ім'я вибите на Алеї Слави у Голлівуді